# Туркулы
Туркулы (пол. Turkuł) — дворянский род, герба Остоя.
Происходит от молдавского выходца Василия Туркулы, получившего польское дворянское достоинство на сейме 1676 г. Его потомок Игнатий Лаврентьевич Туркул (1798—1856) был министром-статс-секретарем Царства Польского и членом государственного совета.
Род Туркулов внесён в родословные книги Волынской, Киевской, Херсонской и Подольской губернии и в книги дворян Царства Польского.
- Туркул, Антон Васильевич (1892—1957) — русский офицер, генерал-майор.